# Jardin de Pierral
Le jardin médiéval de Pierral, est un jardin d'inspiration médiévale, situé  à Gradignan en Gironde. Il a été créé en 2004, par l'association ICARE (Itinérances Culturelles - Arts et Rencontres) dans le parc de l'INJS, l'institut national des jeunes sourds- Bordeaux Gradignan.

## Jardin médiéval
Au milieu d'un parc à l'anglaise, c'est un jardin quadrangulaire d'environ 300m² centré sur un point d'eau et formé de huit massifs, quatre carrés et quatre rectangles. Une roseraie et deux charmilles le cloturent.
Les plantes sont regroupées selon leur usage, plantes potagères, aromatiques et condimentaires, plantes médicinales, plantes utilitaires comme la saponaire plantes tinctoriales et plantes magiques comme la mandragore. Chez les plantes médicinales, les plantes laxatives sont très représentées avec la momordique,  l’euphorbe, la renouée et l’aigremoine. De petits fruitiers et des fleurs
Il est le lieu et le support d'activités allant de la visite, la découverte des plantes alimentaires et médicinales du Moyen Âge à la sensibilisation au développement durable.
Le public handicapé y va à la découverte sensorielle des plantes.
Le jardin médiéval de Pierral a obtenu en 2007 deux feuilles de Ginkobiloba d’or au classement des jardins par la Société d’horticulture de la Gironde, renouvelé en 2010. En 2011, ouverture d'un parcours arboré comprenant la découverte de la cabane de la fée.

## Ateliers
- Conférences sur l'histoire de l'alimentation
- Randonnées ethnobotanique (découvertes des plantes)